# Diego el Cigala
Diego Ramón Jiménez Salazar, surnommé El Cigala, est un chanteur de flamenco espagnol né le 27 décembre 1968.
Un de ses grands albums est Lágrimas negras qu'il a réalisé en collaboration avec le pianiste cubain Bebo Valdés pour lequel il reçoit, en 2004 le Latin Grammy Award du meilleur album musique tropicale traditionnelle. En 2006, il est à nouveau récompensé par le Latin Grammy Award du meilleur album flamenco pour l'album Picasso en mis ojos. 
Comme plusieurs autres chanteurs de flamenco El Cigala a débuté dans la rue, dans les tavernes. Après avoir chanté  en arrière-plan de danseurs comme Mario Maya, Faíco, Farruco, El Güito, Manuela Carrasco, Cristóbal Reyes, Carmen Cortés et Manolete, il a voyagé dans une grande partie du monde avant de se décider à "chanter devant".

## Discographie

### Album
- 1998, Undebel
- 2000, Entre vareta y canasta
- 2001, Corren tiempos de alegría
- 2002, Directo en el Teatro Real (live enregistré en juillet 2002 au Teatro Real de Madrid avec Niño Josele à la guitare)
- 2003, Lágrimas Negras (en duo avec le pianiste Bebo Valdés et produit par Fernando Trueba)
- 2005, Picasso en mis ojos
- 2008, Dos lágrimas
- 2010, Cigala & tango
- 2013, Romance de la luna Tucumana
- 2014, Vuelve el flamenco (En vivo - Con la guitarra de Diego del Morao - Homenaje a Paco de Lucia)
- 2016, Indestructible.

Album de reprises salsa enregistré à Cali (Colombia), San Juan (Porto Rico), La Havane (Cuba), Punta Cana (République Dominicaine) et New-York et Miami (Etats-Unis).
Plus de 70 musiciens ont collaboré dont : Oscar D’Leon,  Bobby Valentin, Larry Harlow, Roberto Roena, Eddie Montalvo, Nicky Marrero, Jorge Santana, Gonzalo Rubalcaba, Los Muñequitos de Matanza, Luis Perico Ortiz, Horacio el Negro, José Aguirre, Diego del Morao, etc. 
1. Moreno Soy (Francisco E. Alvarado)
2. Juanito Alimaña  (de Tite Curet Alonso, popularisée par Héctor Lavoe)
3. Conversación en Tiempo de Bolero (de René Touzet)
4. El Paso de Encarnación (avec Oscar D´León) (de Pedro Pablo Arenzola Mesa et Manuel López Quiroga Miqel)
5. Periódico de Ayer (de Tite Curet Alonso, popularisée par Héctor Lavoe)
6. Fiesta para Bebo (avec Los Muñequitos de Matanza) (inédit, composé par le pianiste de Diego El Cigala, Jaime Calabuch “Jumitus)
7. Se nos Rompió el Amor (de Manuel Alejandro et Purificación Casas Romero, chantée par Rocío Jurado)
8. Indestructible (de Ray Barretto)
9. El Ratón (de Cheo Feliciano et Nick Jiménez),  arrangé par Bobby Valentín, avec la participation de musiciens de la Fania All Stars : Larry Harlow, Roberto Roena, Eddie Montalvo, Nicky Marrero...
10. Hacha y Machete (Enildo Padrón, popularisée par Héctor Lavoe)
11. Cómo Fue (intrumental au piano) (Ernesto Duarte)

### DVD
2003, Blanco y negro Bebo & Cigala en vivo (19 titres enregistrés lors d'un concert)

### EP'S
2013, Sabor Español - Spanish Flavour

### Collaborations
- 2000, Montsé Cortés, Alabanza (titre : Sol y luna (bulerías))
- 2004, album Tributo flamenco a don Juan Valderrama  (titre : Madre hermosa)
- 2004, Paco de Lucía, Cositas Buenas (titre : El tesorillo (tientos))
- 2005, Los Van Van, titre Te recordaremos sur l'album Chapeando